# Bea Van der Maat
Béatrice Marguerite (Bea) Van der Maat, née à Gand le 15 novembre 1960 et morte à Louvain le 27 juillet 2023, est une chanteuse, actrice et présentatrice de télévision belge flamande, connue en Flandre.

## Biographie
Elle a été la chanteuse du groupe Won Ton Ton (nl). Ce groupe a eu un hit en 1988, I lie and i cheat.
Elle joue pour le cinéma le rôle de Sarah dans Koko Flanel, un film belge flamand réalisé par Stijn Coninx et Jef Van de Water sorti en 1990.
Béa Van der Maat était connue en Flandre.
Elle est la nièce de l'actrice Mitta Van der Maat (nl).
Bea Van der Maat meurt le 27 juillet 2023 à l'âge de 62 ans à l'UZ Leuven, un hôpital situé à Louvain en Belgique. Ayant reçu un diagnostic de sclérose latérale amyotrophique en juin 2022, le 27 juillet 2023, elle a choisi l'euthanasie. Elle était institutrice d'anglais.